# Сергинські-Горки
Сергинські-Горки (рос. Сергинские-Горки) — присілок в Палкінському районі Псковської області Російської Федерації.
Населення становить 0 осіб. Входить до складу муніципального утворення Качановська волость.

## Історія
Від 2015 року входить до складу муніципального утворення Качановська волость.

## Населення
| 2001 | 2002 | 2010 | 2013 | 2016 |
| ---- | ---- | ---- | ---- | ---- |
| 0    | →0   | →0   | →0   | →0   |